# Coleoidea
Coleoidea é uma sub-classe da classe Cephalopoda do filo Mollusca, agrupando animais de numerosas espécies.
O grupo dos coleóides inclui lulas, chocos, polvos e vários subgrupos extintos de onde se destacam as belemnites. Destes, apenas as belemnites são geralmente conservados como fósseis.
Este grupo é caracterizado por possuir uma concha interna totalmente fechada por tecidos musculares moles, com exceção aos Octopodiformes, que incluem os polvos e as lulas-vampiro, que a concha é muito pouco desenvolvida ou ausente. A concha, quando presente, divide-se em três partes:
- Fragmocone - que é a concha propriamente dita e é dividido em câmaras;
- Proostraco - prolongamento dorsal do fragmocone;
- Rostro - rodeia o fragmocone.

## Ordens
- Belemnoidea
  - Ordem Aulacocerida
  - Ordem Hematitida
  - Ordem Phragmoteuthida
  - Ordem Belemnitida
- Neocoleoidea
  - Ordem Spirulida
  - Ordem Sepiida (sépias e chocos)
  - Ordem Sepiolida
  - Ordem Teuthida (lulas)
  - Ordem Teuthoidea
  - Ordem Vampyromorpha
  - Ordem Octopoda (polvos)